# ゆずのみ〜拍手喝祭〜 日替わり全曲集+1
『ゆずのみ〜拍手喝祭〜 日替わり全曲集＋1』（ゆずのみ はくしゅかっさい ひがわりぜんきょくしゅうプラス1）は、ゆずの通算5作目のライブ・アルバム。2019年8月8日にセーニャ・アンド・カンパニーから発売。完全生産限定盤としてゆずOfficial Store限定で発売された。

## 概要
ゆずのアルバムとしては『BIG YELL』以来1年4か月ぶり、ライブアルバムとしては2015年に2作同時発売した『二人参客 2015.8.15〜緑の日〜』『二人参客 2015.8.16〜黄色の日〜』以来4年ぶりとなる。
音楽史上初の弾き語りドームツアーとして開催された「ゆず弾き語りドームツアー2019 ゆずのみ〜拍手喝祭」の各公演で2人だけの弾き語りツアーだからこその企画として毎公演すべて異なるセットリストを2曲ずつ披露した“日替わり曲”コーナーの全16曲をコンプリートした作品。「ゆ」盤と「ず」盤の2形態でリリースされ、それぞれボーナストラックとして日替わり曲以外から「青」、「飛べない鳥」を収録している。
CDのほかに「ゆ」には北川が使用するものをモチーフにしたラメ入りゴールドミニタンバリン、「ず」には岩沢が使用するものをモチーフにしたシルバーミニハーモニカが付属する。

## 収録曲
- 作詞・作曲者は各リンク先を参照されたい。

1. 始まりの場所
（2019.5.11 ナゴヤドーム公演）
2. 春風
（2019.5.11 ナゴヤドーム公演）
3. ダスティンホフマン
（2019.5.12 ナゴヤドーム公演）
4. 呼吸
（2019.5.12 ナゴヤドーム公演）
5. イコール
（2019.5.29 東京ドーム公演）
6. 3カウント
（2019.5.29 東京ドーム公演）
7. スミレ
（2019.5.30 東京ドーム公演）
8. 桜木町
（2019.5.30 東京ドーム公演）
9. 心のままに
（2019.6.8 京セラドーム大阪公演）
10. くず星
（2019.6.8 京セラドーム大阪公演）
11. 始発列車
（2019.6.9 京セラドーム大阪公演）
12. うまく言えない
（2019.6.9 京セラドーム大阪公演）
13. センチメンタル
（2019.7.6 福岡ヤフオク!ドーム公演）
14. ひだまり
（2019.7.6 福岡ヤフオク!ドーム公演）
15. 雨と泪
（2019.7.7 福岡ヤフオク!ドーム公演）
16. 翔
（2019.7.7 福岡ヤフオク!ドーム公演）
17. 青 「ゆ」のみのボーナストラック
（2019.5.30 東京ドーム公演）

飛べない鳥 「ず」のみのボーナストラック
（2019.5.30 東京ドーム公演）